# Société des Véhicules Automobiles de Batilly
Die Société des Véhicules Automobiles de Batilly S.A. aus dem französischen Batilly im Département Meurthe-et-Moselle ist ein seit dem Jahre 1979 existierender Nutzfahrzeughersteller. Das Unternehmen ist eine Gesellschaft des Renault-Konzerns. Mit rund 2300 Arbeitnehmern gilt das Werk als der größte private Arbeitgeber im Département Meurthe-et-Moselle. Oftmals wird der Unternehmensname mit dem Akronym SoVAB abgekürzt. Die Produktion am Standort Batilly lag im Rekordjahr 2006 bei 123.202 Einheiten.
Mit der Errichtung des neuen Werkes hatte Renault insbesondere den damals angeschlagenen Unternehmen der Stahl- und Bergbauindustrie aus dem Becken von Briey einen wichtigen Partner gestellt. Die Arbeit wurde im August 1980 mit der Produktion des Renault Master und des Renault Trafic aufgenommen. Diese lösten den veralteten Renault Estafette ab. Die Markteinführung erfolgte in Frankreich für beide Modelle im März 1981. Das Modell mit Rechtslenkung folgte im Laufe des Jahres 1981 unter der Bezeichnung Trafic Propulsion. Über 3000 verschiedene Zubehörteile waren auf Grund der hohen Nachfrage lieferbar. Auf dem Master basierend, brachte die Renault Véhicules Industriels im Oktober 1982 den Renault B70 auf den Markt. Die B90 genannte Offroad-Ausführung folgte 1986. Für den kommerziellen Gebrauch gab es diesen unter der Bezeichnung B110.
Lizenzprodukte wurden dann ab 1986 in Argentinien von der Renault Argentina S.A. als Renault Rodeo Trafic, gefolgt vom Joint-Venture der Compañía Interamericana de Automóviles S.A., gebaut. 1993 kam dann für den brasilianischen Markt der baugleiche Chevrolet Trafic hinzu. Die Montage dessen hatte man 1997 in ein Zweitwerk der General Motors do Brasil S.A. ausgelagert, wo er dann noch einige Jahre lang als Chevrolet Space Van vom Band rollte. In Frankreich ist das Modell 1994 überarbeitet worden. Erst im darauf folgenden Jahr wurde das neue Design dann auch vom argentinischen Montagewerk übernommen.
Unter der Obhut des Mutterkonzerns kam 1990 ein Joint-Venture mit der Van Doorne’s Automobiel Fabriek N.V. zustande. Wegen Unstimmigkeiten brach dieses wenige Monate darauf wieder auseinander. Ein weiteres Joint-Venture kam 1996 unter der Bezeichnung Renault-General Motors Enterprise unter der Leitung der General Motors Europe AG zustande. Unter dieser gab es Bestrebungen der General Motors die Produktion des Trafic im Badge-Engineering auch für Europa zu übernehmen. So sollte das Modell in Europa nicht nur als Renault erhältlich sein, sondern auch unter den Marken Opel und Vauxhall vertreten sein. Diesen Vorschlag übereinkommend wurde die Produktion des Modells zwischen 1998 und 1999 allmählich komplett nach Luton in das Werk der GM Manufacturing Luton Ltd. verlagert. Lediglich die Produktion des Master verblieb weitgehend am Standort Batilly. Ausschließlich die Einheiten mit einer Rechtslenkung werden seither in dem englischen Werk hergestellt. In Batilly dagegen ist der Renault Master der zweiten Generation parallel zu seinem Schwestermodell Opel Movano als Linkslenker gebaut worden. Die Lücke hat Renault unterdessen mit dem neuen auf dem Renault Master basierenden Renault Mascott geschlossen. Im Jahre 2003 erfolgte eine Modellpflege, welche beim Mascott jedoch erst im Oktober 2004 übernommen worden ist.
Nach der Gründung der Renault-Nissan-Allianz sind von Renault weitere Lizenzen vergeben worden. Dies beinhaltete unter anderem auch die des Master, welcher von der Nissan Motor Ibérica S.A. in Barcelona seit 2002 als Nissan Interstar gebaut wird. Das spanische Unternehmen ist seither aber auch der offizielle Hersteller wie auch Zulieferer der von der SOVAB verwendeten Motoren. Im Februar 2002 nahm die SOVAB die Montage des Nissan Interstar für den mitteleuropäischen Raum auf. Die Montage wurde wie auch auf den britischen Inseln 2010 eingestellt. In Spanien bleibt das Modell  weiterhin in Produktion.
Seit 2010 wird in Batilly nun die dritte Generation des Renault Master gebaut, der Opel Movano war in den ersten beiden Generationen ein gebadgter Master, aufgrund der Übernahme Opels durch Groupe PSA 2017 wurde der Movano 2021 auf den Sevel Süd umgestellt. Das in Barcelona gebaute Schwestermodell trägt den Namen Nissan NV400. Der Mascott blieb bislang unverändert.

## Modellübersicht

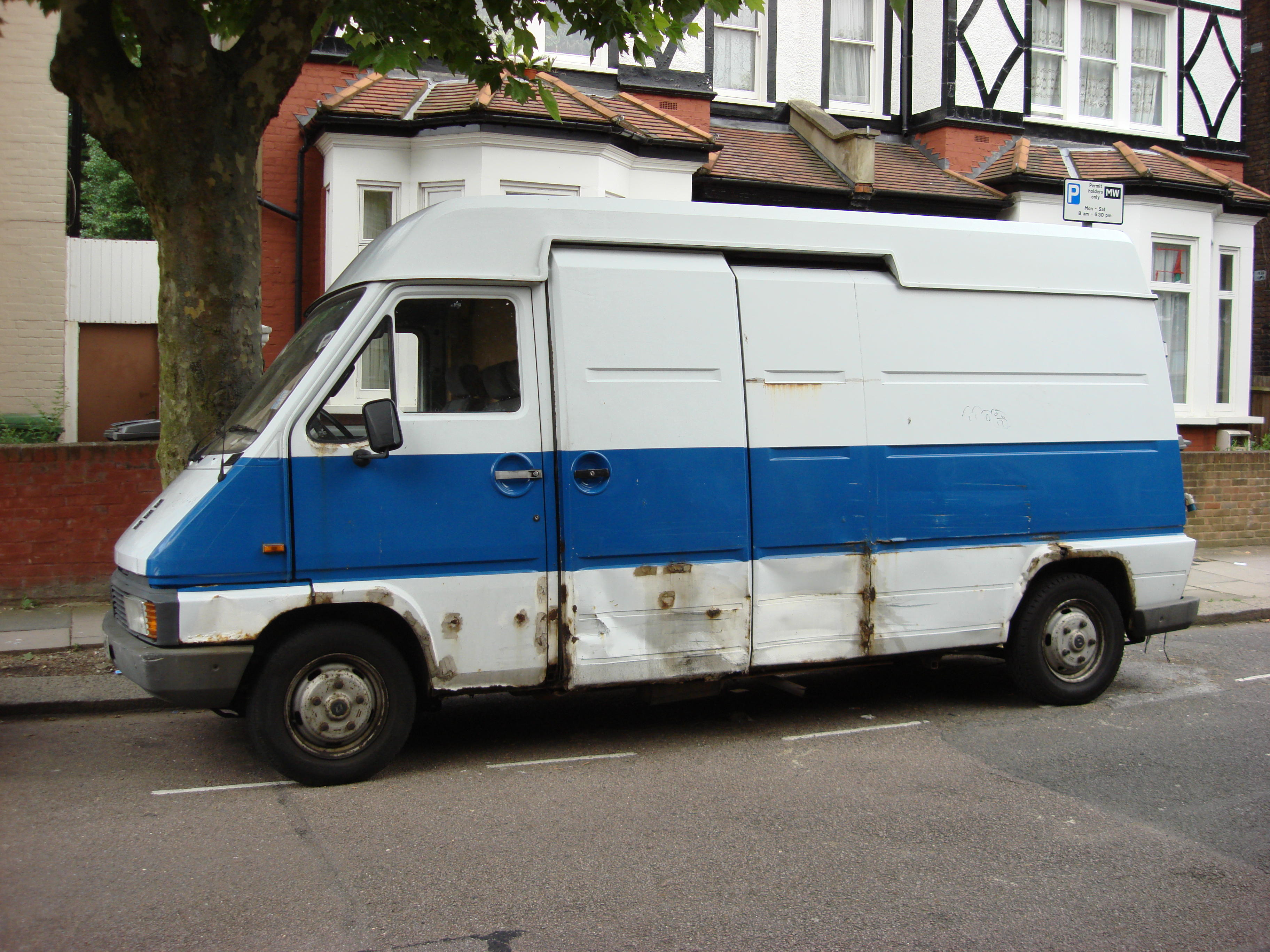
Renault Master T 1980 bis 1997
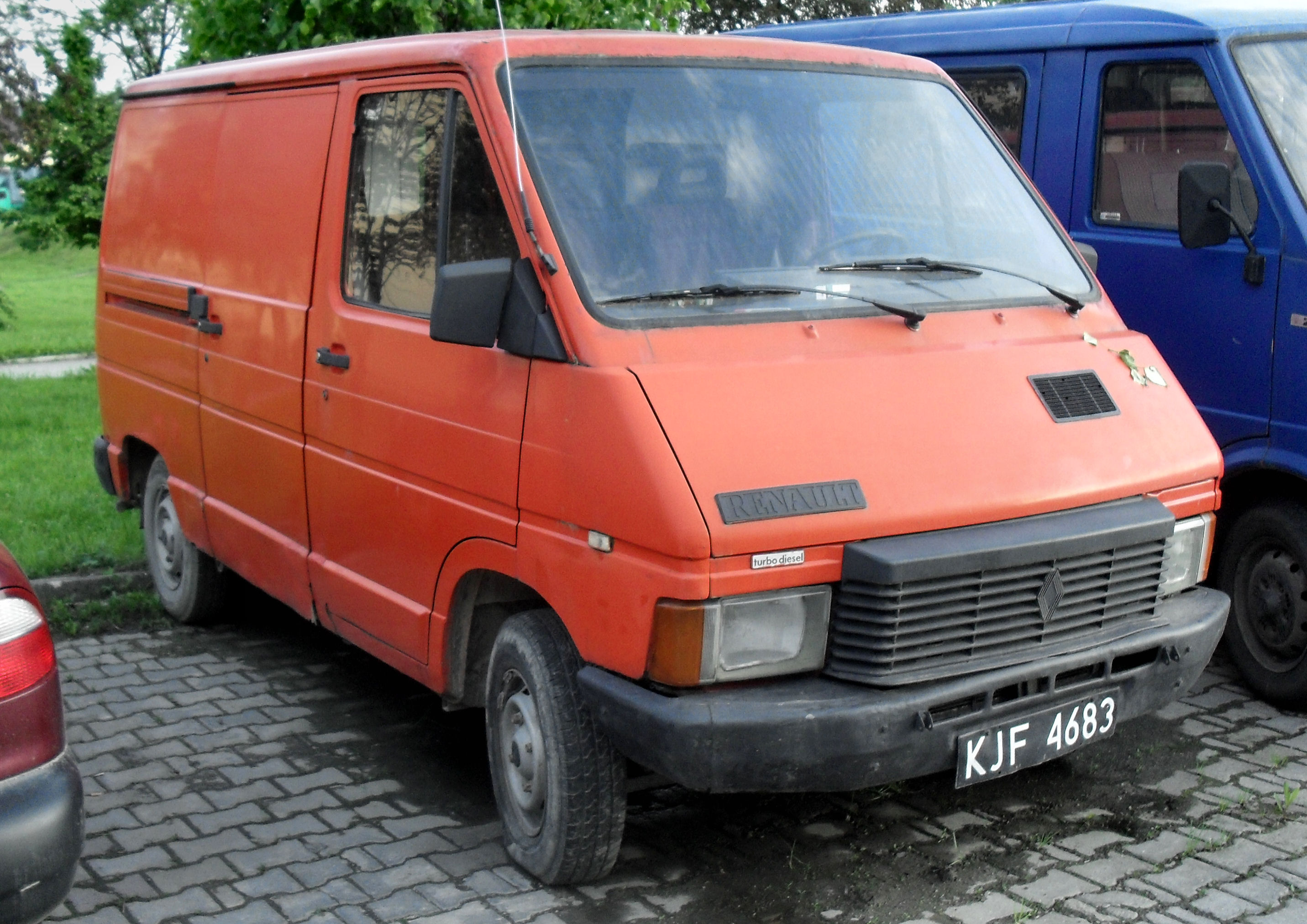
Renault Trafic W72 1980 bis 1994
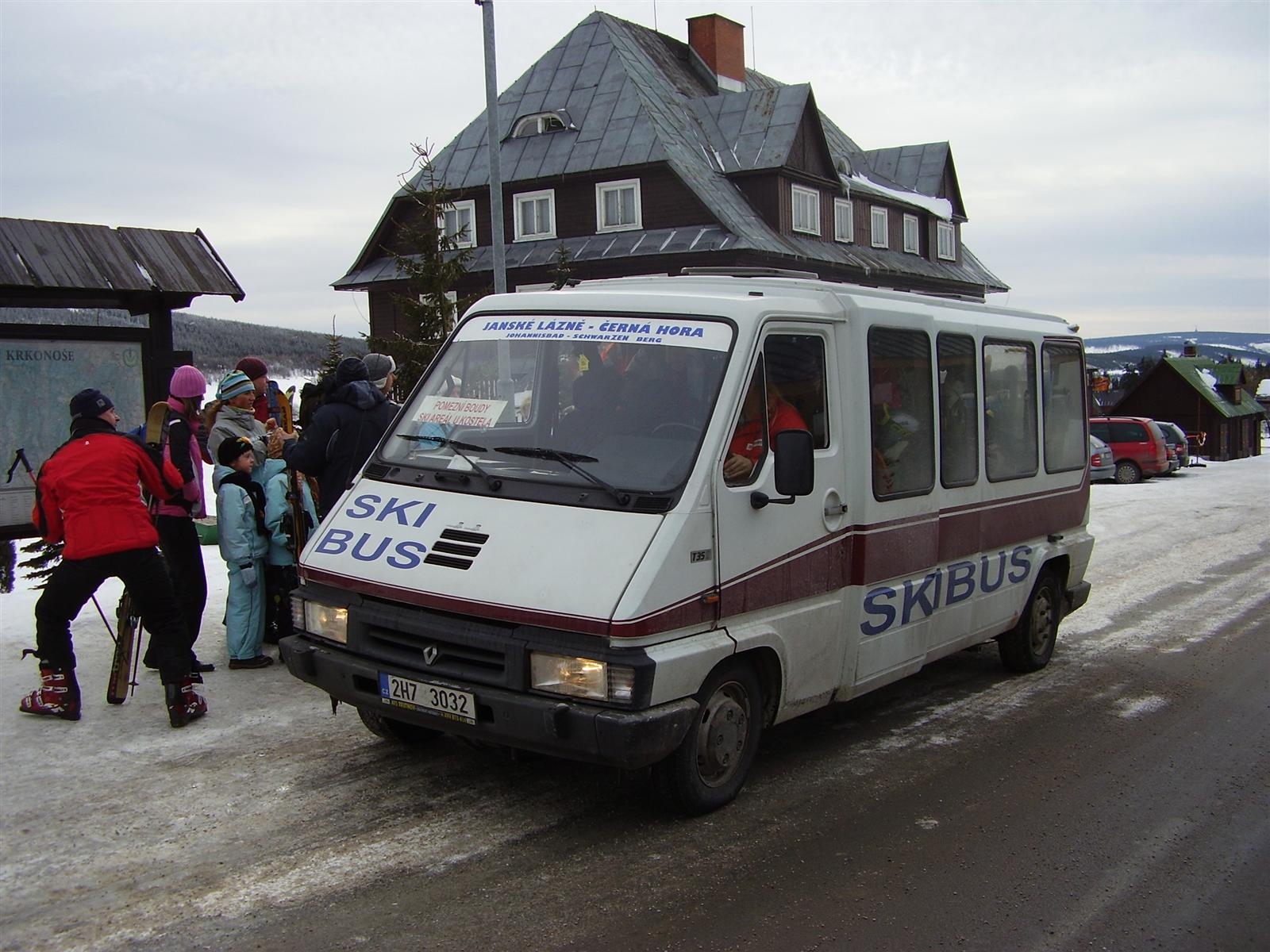
Renault B70 1982 bis 1988
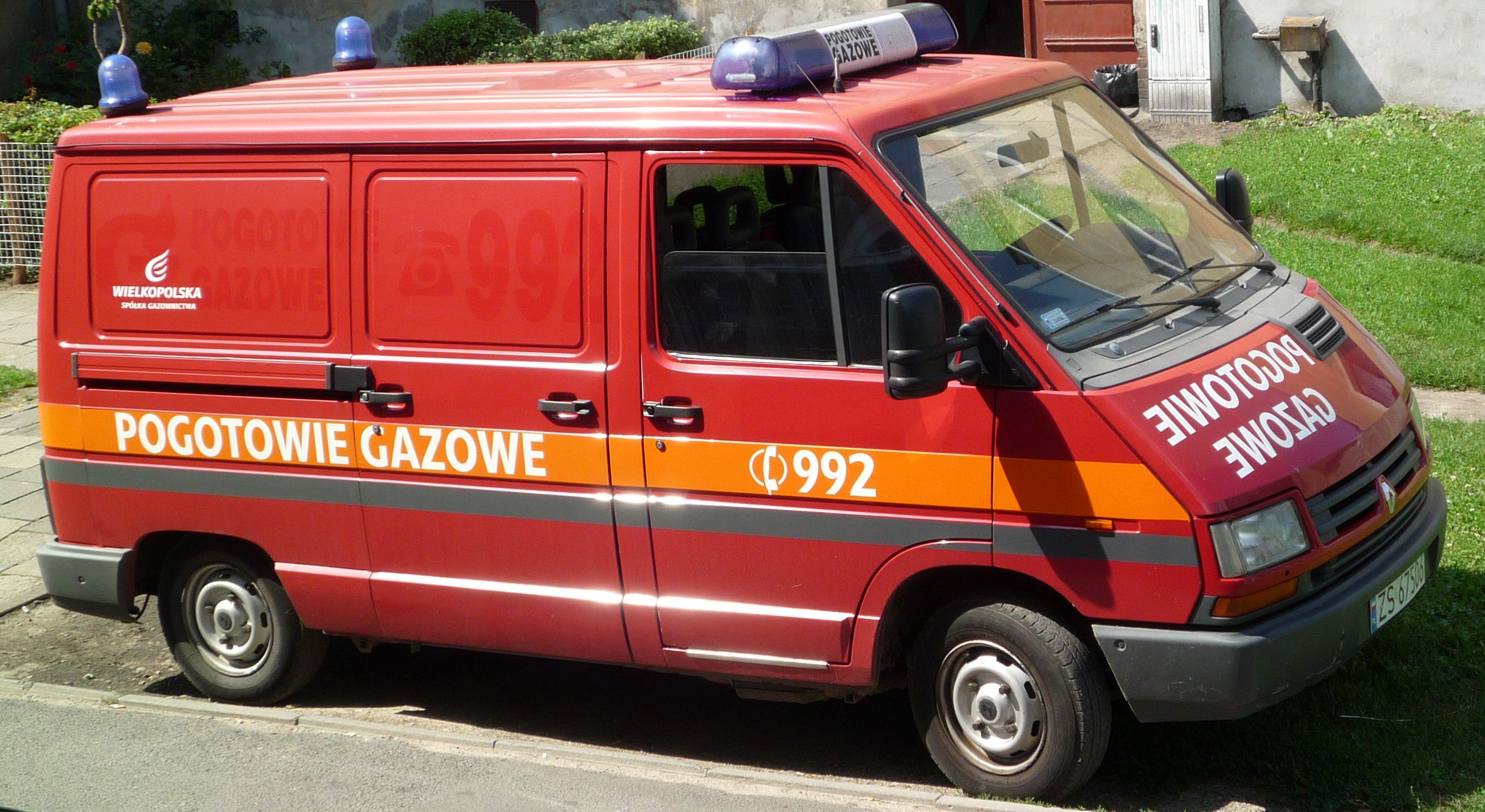
Renault Trafic W72C 1994 bis 1999
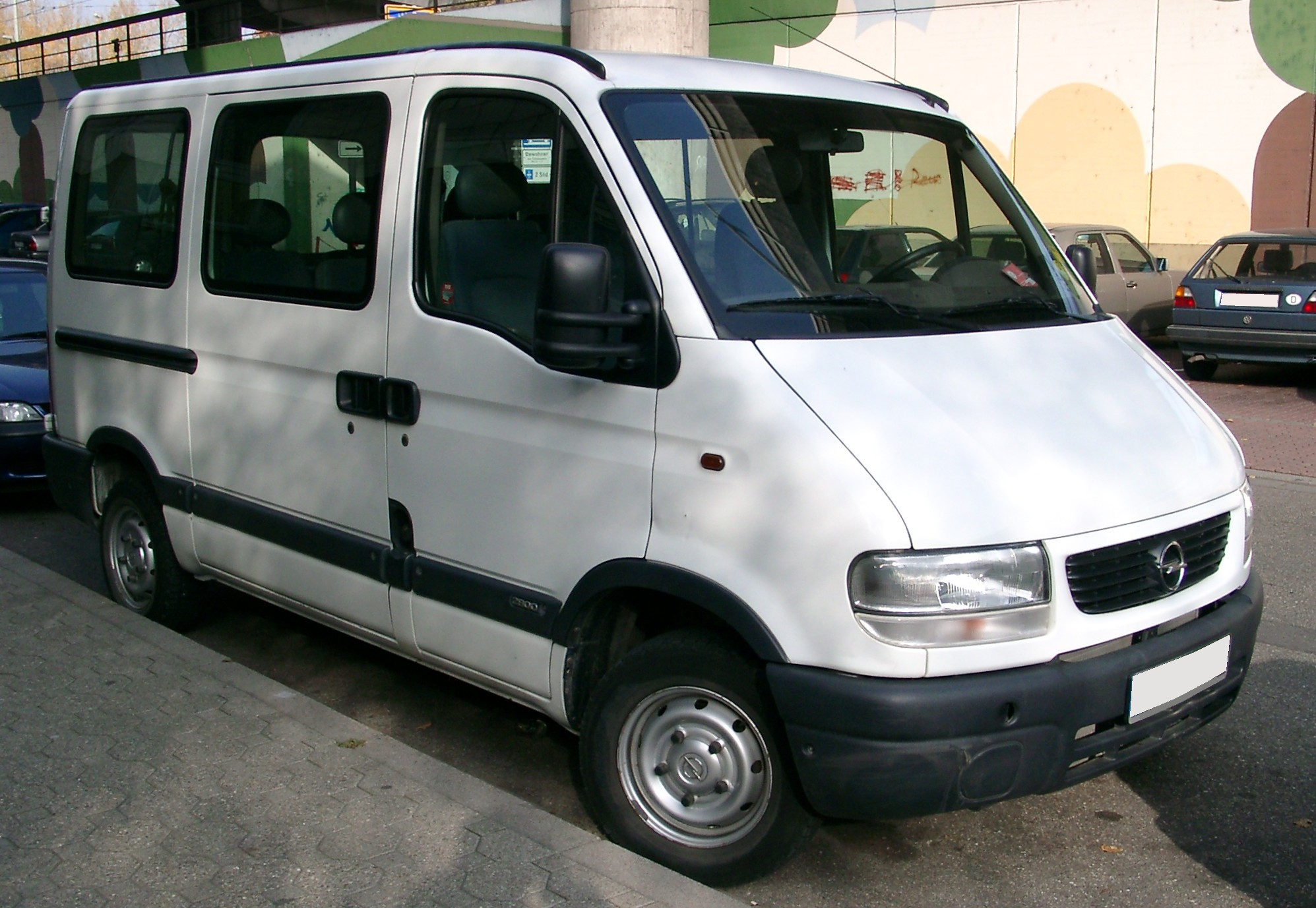
Opel Movano A 1997 bis 2003
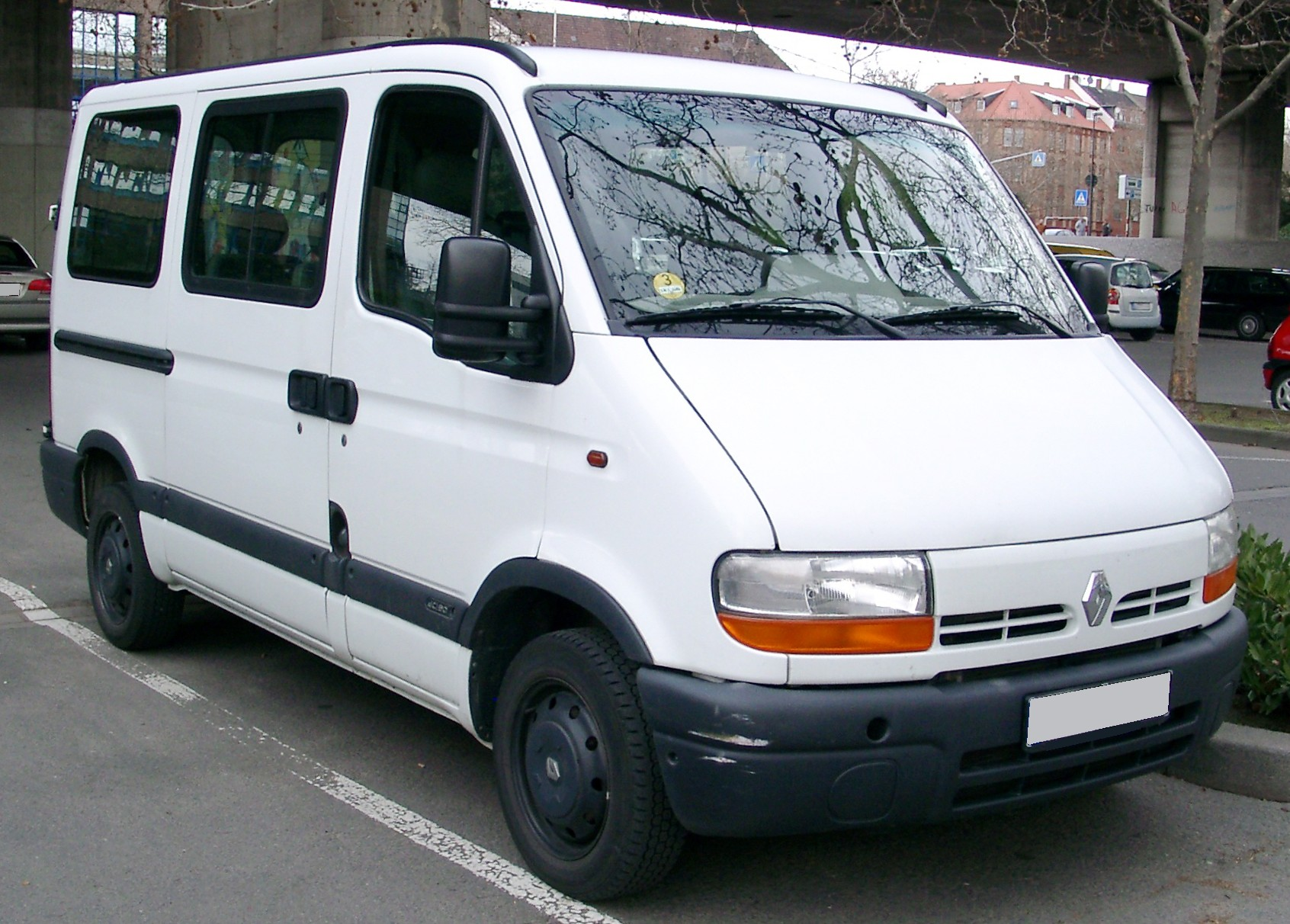
Renault Master T35 1997 bis 2003
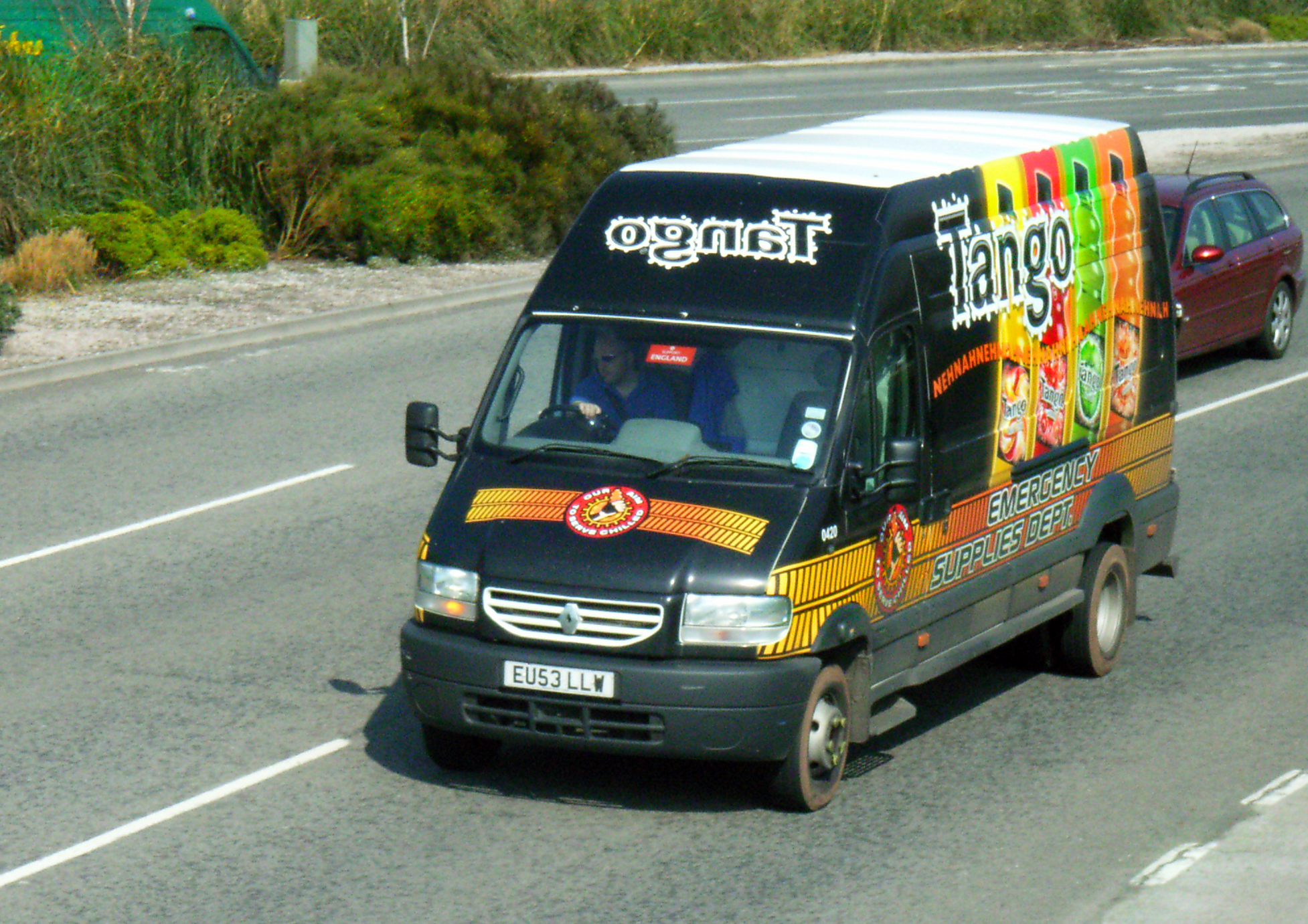
Renault Mascott T35 1999 bis 2004
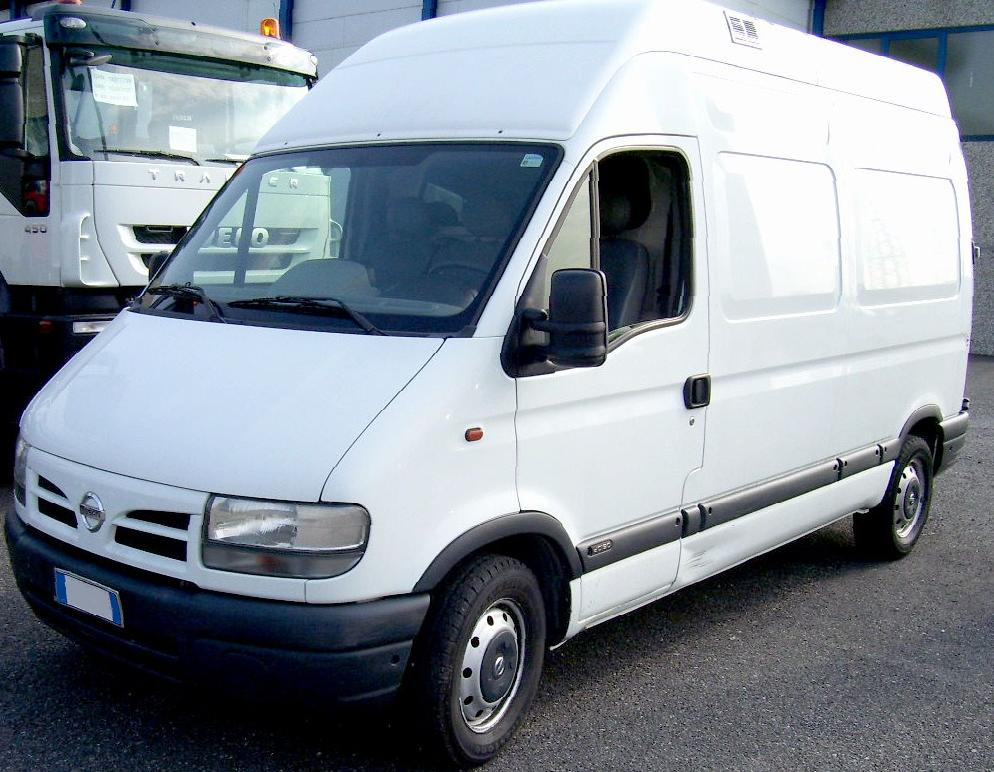
Nissan Interstar T35 2002 bis 2004
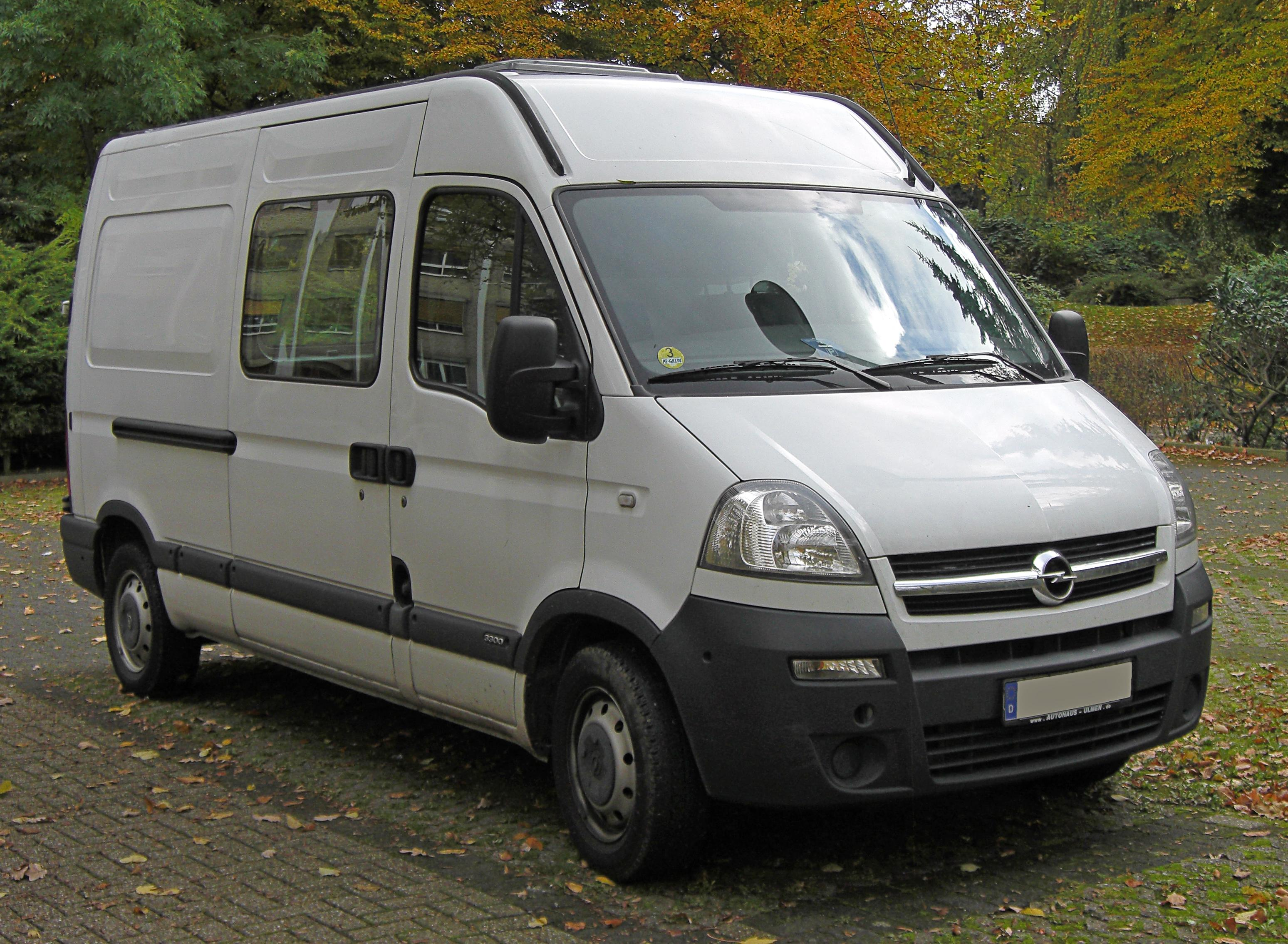
Opel Movano A2 2003 bis 2010
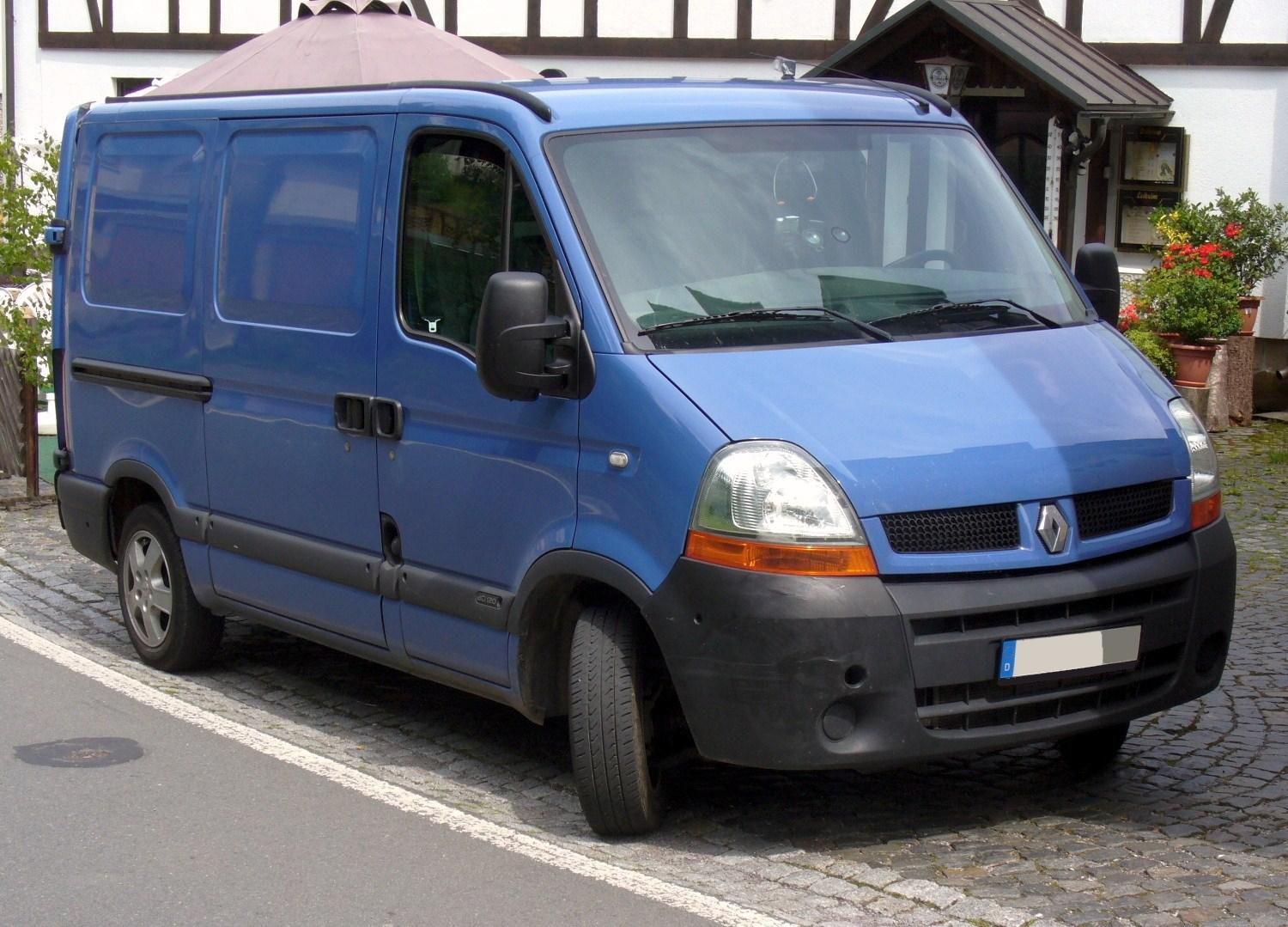
Renault Master X70 2003 bis 2010
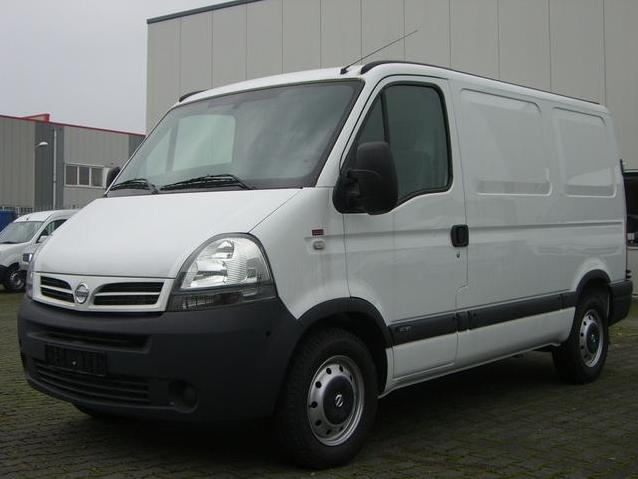
Nissan Interstar X70 2004 bis 2010
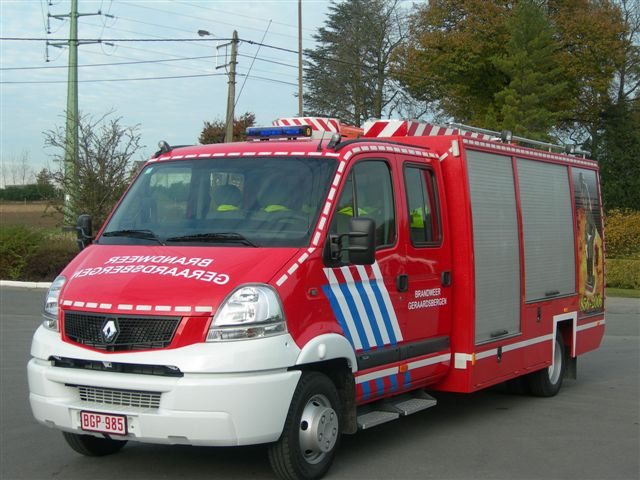
Renault Mascott X70 2004 bis 2010
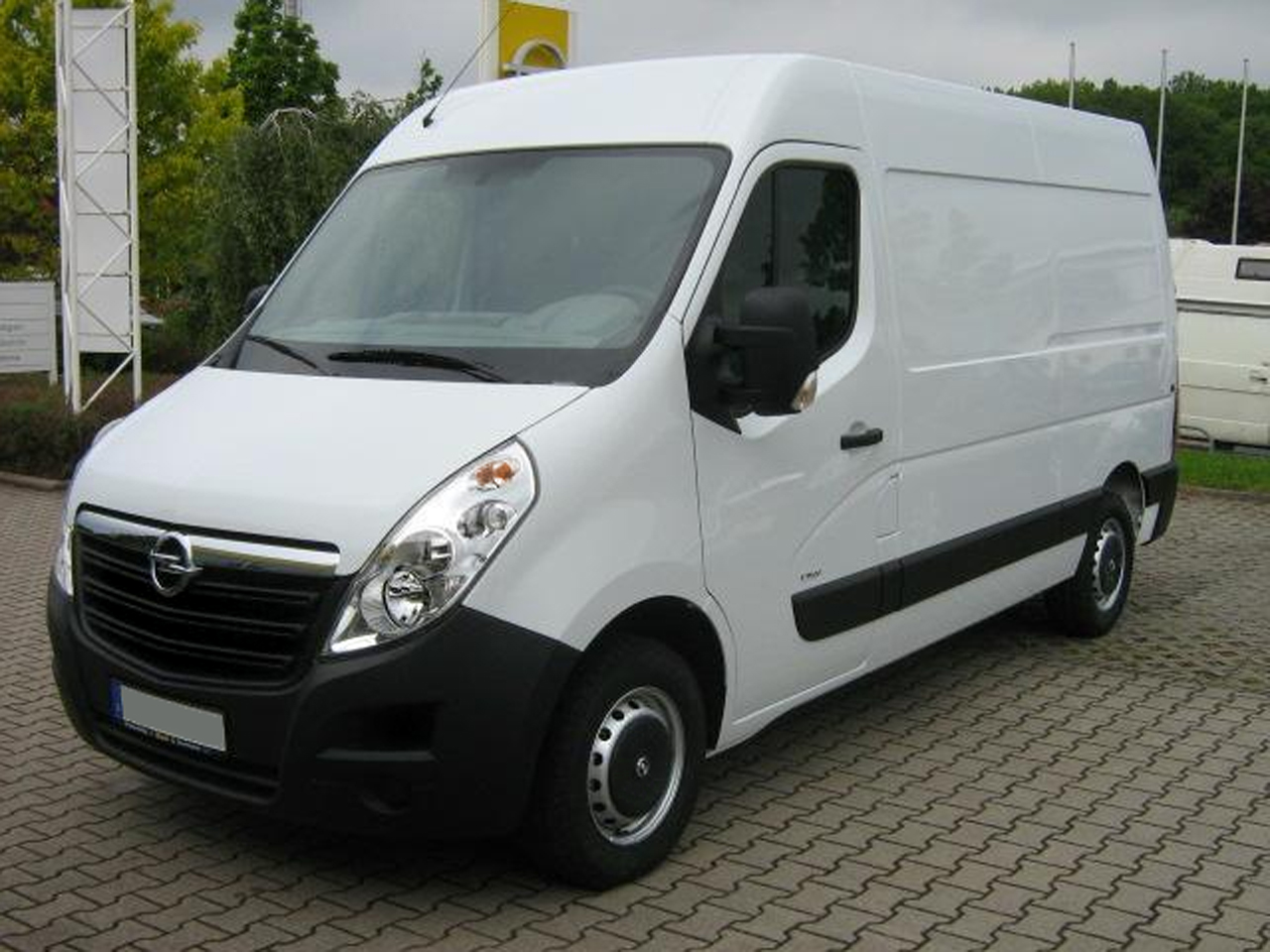
Opel Movano B 2010 bis 2021
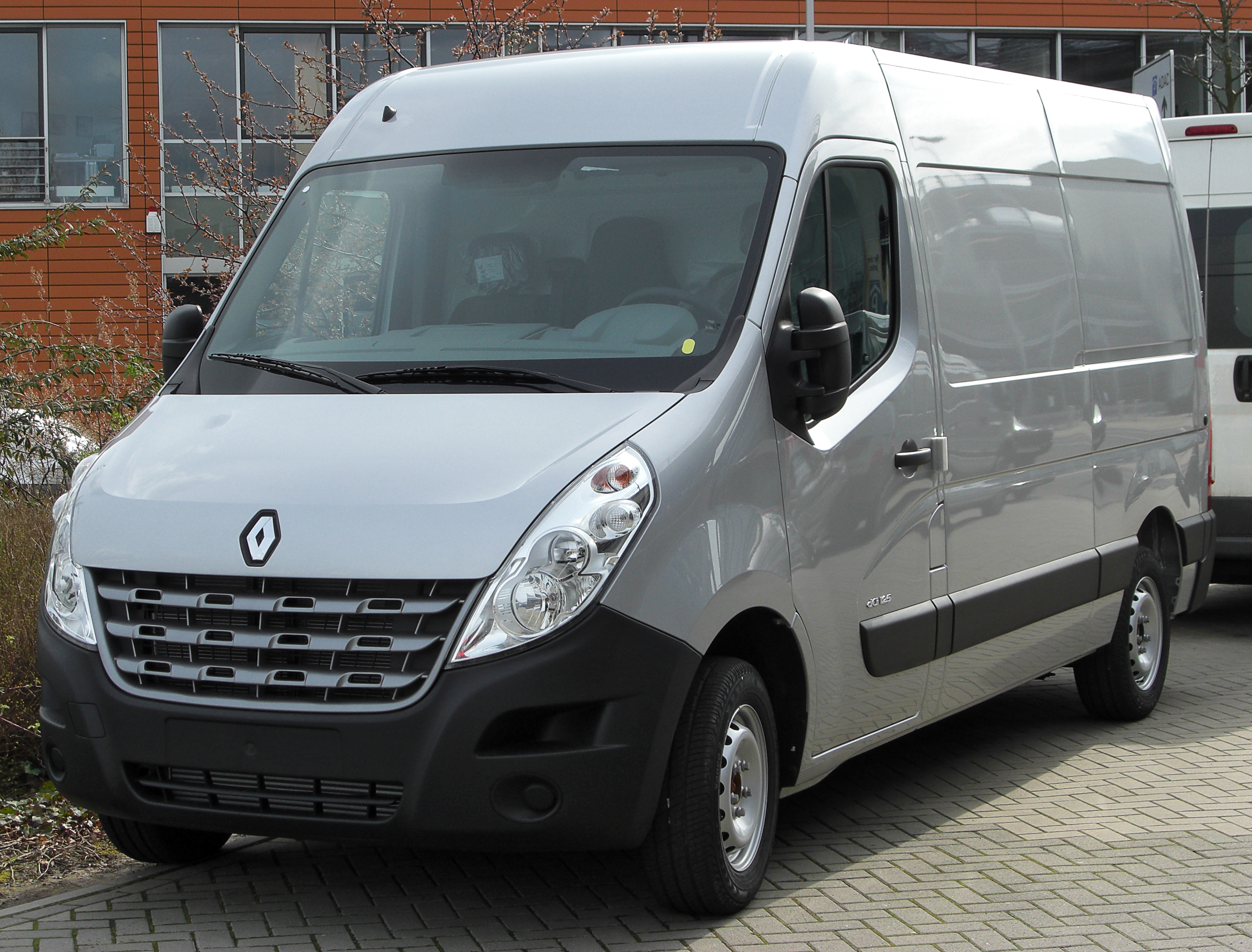
Renault Master X62 seit 2010